# Vladimir Košak
Vladimir Košak (Nagygorica, 1908. július 25. – Zágráb, 1947. június 18.) horvát közgazdász, jogász, politikus és diplomata volt, akit a második világháború után háborús bűnökért kötél által kivégeztek.

## Élete és pályafutása
Nagygoricában született 1908-ban. A zágrábi egyetem jogi karán szerzett jogi doktorátust, majd a németországi Frankfurti Egyetemen szerzett újabb közgazdasági doktori fokozatot. Tanulmányai befejezése után visszatért Zágrábba, ahol a Kereskedelmi-Ipari Kamara titkáraként dolgozott. Hamarosan a Magántisztviselők Nyugdíjpénztárának elnöke lett, majd a Pohit, Horvátország akkori legnagyobb ipari holdingjának főigazgatója lett.
1936. július 1-jén csatlakozott az induló Usztasa mozgalomhoz, és részt vett a „Hrvatski narod” (A horvát nép) című újság megalapításában. Aláírója volt a Független Horvát Állam 1941. április 10-i kikiáltó nyilatkozatnak. Két nappal később Slavko Kvaterniknek, fegyveres erők miniszterének személyes meghatalmazottjává nevezték ki. Később gazdasági és pénzügyi biztosnak nevezték ki.
A horvát kormányban Košak a Népgazdasági Minisztérium titkára volt, majd az 1941. június 30-i kormányátalakítást követően pénzügyminiszter lett. 1941 júniusában az Olaszországgal folytatott tárgyalások során a Horvát Gazdasági Delegáció elnöke, valamint a Horvát-Olasz Gazdasági Bizottság társelnöke volt. Egy aranycsempészettel kapcsolatos incidens után kivégezték Ivo Kolakot, Mladen Lorković kabinetfőnökét, miközben Lorkovićot eltávolították hivatalából. Košak is lemondásra kényszerült, és 1943. április 1-jén felmentették miniszteri tisztségéből.
Miniszteri lemondásától 1944. március 30-ig Budapesten magyarországi nagykövetként diplomáciai fórumon szolgálta Horvátországot. Ezt követően a Harmadik Birodalomban lett berlini nagykövet. 1944 júliusában államminiszternek nevezték ki, de továbbra is Berlinben maradt nagykövetként. Košak közeli munkatársa volt Lorkovićnak, és Ante Vokić mellett az egyik legjobb embere volt. Jelen volt Lorković Nada von Ghyczyvel tartott esküvőjén is 1944 augusztusában. Ante Pavelić fel akarta menteni őt minden tisztsége alól, mert gyanította, hogy Košak részt vesz a Lorković-Vokić-összeesküségben. A puccs során Lorković és Vokić sok más befolyásos politikussal és katonatiszttel együtt a szövetségesekhez akartak csatlakozni. A puccs kudarccal végződött. Košakot Siegfried Kasche, a németek horvátországi nagykövete védte meg, és megtarthatta németországi nagyköveti címét. Pavelić tanácsát követve Košak Hitler halála után Berlinben maradt, és szándékában állt a rövid életű flensburgi kormány mellett maradni. A britek 1945 májusában Flensburgban letartóztatták. 1946 februárjában kiadták Jugoszláviának, és 1947. június 6-án halálra ítélték hazaárulás és háborús bűnök miatt. 12 nappal később, június 18-án kivégezték.

## Fordítás
- Ez a szócikk részben vagy egészben  a   Vladimir Košak című angol Wikipédia-szócikk ezen változatának fordításán alapul.  Az eredeti cikk szerkesztőit annak laptörténete sorolja fel. Ez a jelzés csupán a megfogalmazás eredetét és a szerzői jogokat jelzi, nem szolgál a cikkben szereplő információk forrásmegjelöléseként.